# Henry Bryant

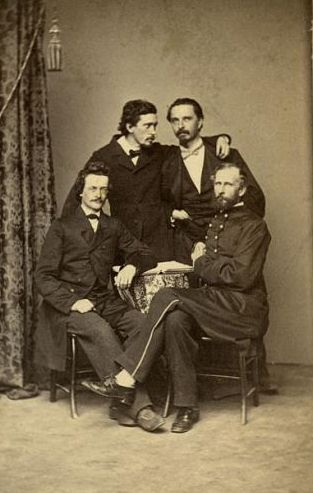
Mitglieder des Megatherium Club: (hinten von links) Robert Kennicott, Henry Ulke, (vorn von links) William Stimpson und Henry Bryant (etwa 1864)

Henry Perkins Bryant (* 12. Mai 1820 in Boston, Massachusetts; † 24. April 1867 in Arecibo, Puerto Rico) war ein US-amerikanischer Arzt, Naturforscher und Ornithologe.
Bryant schloss 1840 sein Medizinstudium an der Harvard University ab und ließ sich anschließend in Paris ausbilden. Als Militärarzt der französischen Armee diente er ein Jahr in Nordafrika, bevor er nach Boston zurückkehrte. Wegen schlechter Gesundheit praktizierte er nicht als Arzt, sondern sammelte auf ausgedehnten Reisen durch Nordamerika und die Karibik Vögel. 1858 wurde Bryant in die American Academy of Arts and Sciences gewählt. Im Sezessionskrieg diente er als Feldscher im 20th Massachusetts Regiment. Als 1866 die Vogelsammlung von Frédéric de Lafresnaye zum Verkauf stand, erstand er diese und überließ sie der Boston Society of Natural History. Er starb auf Puerto Rico, wo er für die Smithsonian Institution tätig war.
Er war der Großvater von Henry Bryant Bigelow (1879–1967).
Bryant beschrieb zahlreiche Taxa, insbesondere Vögel, darunter Dickschnabelvireo Vireo crassirostris (1859), Zuckervogel Coereba flaveola portoricensis (1866), Loxipasser (1866), Puerto-Rico-Schopftyrann Myiarchus antillarum (1866), Bahamagelbkehlchen Geothlypis rostrata rostrata (1867), Hispaniolaschnäppertyrann Contopus hispaniolensis (1867) aber auch ein Westliches Grauhörnchen (Sciurus griseus nigripes, 1889). Sein Autorenkürzel ist Bryant oder H. Bryant.
Nach ihm sind mehrere Taxa benannt, insbesondere Vögel, darunter Grasammer (Passerculus sandwichiensis alaudinus, Bonaparte 1853) (Bryant’s Savannah Sparrow), Gold-Waldsänger (Setophaga petechia bryanti, Ridgway 1873) (Bryant’s Golden Warbler), Rotflügelstärling (Agelaius phoeniceus bryanti, Ridgway 1887) und Goldbrauen-Gimpeltangare (Tiaris olivaceus bryanti, Ridgway 1889).